# Leila Martínez
 Leila Consuelo Martínez Ortega (Havana, 27 de abril de 1994) é uma jogadora de vôlei de praia cubana.

## Carreira
No ano de 2014 competia com Lianma Flores na conquista da medalha de prata nos Jogos Centro-Americanos e do Caribe  sediados em Veracruze juntas alcançaram a medalha de prata nos Jogos Pan-Americanos de 2015 realizado em Toronto
Em 2018 ao lado de Maylen Delís disputou a edição dos Jogos Centro-Americanos e do Caribe sediados em Barranquilla conquistando a medalha de ouro e com esta parceria conquistou o primeiro título no Circuito Mundial de 2018, no Aberto de Aberto de Aidim, categoria uma estrela 

## Títulos e resultados
- Torneio 1* de Aidim do Circuito  Mundial de Vôlei de Praia:2018